# Andrzej Gałażewski
Andrzej Józef Gałażewski (ur. 20 kwietnia 1944 w Krakowie) – polski polityk oraz inżynier mechanik, w latach 1990–1991 prezydent Gliwic, wicewojewoda katowicki i śląski, poseł na Sejm IV, V, VI i VII kadencji.

## Życiorys
Ukończył studia na Wydziale Mechaniczno-Energetycznym Politechniki Śląskiej. Następnie pracował w biurach konstrukcyjnych i projektowych. W 1980 został członkiem „Solidarności”. Od 1982 zajmował się kolportażem i drukiem wydawnictw podziemnych (m.in. „Tygodnika Mazowsze”), zajmował się też szkoleniem opozycyjnych drukarzy. W kwietniu 1986 został tymczasowo aresztowany za prowadzoną działalność opozycyjną, zwolniono go we wrześniu tego samego roku na mocy amnestii.
Był przewodniczącym lokalnego Komitetu Obywatelskiego. W latach 1990–1991 pełnił funkcję prezydenta Gliwic. Prowadził później firmę budowlaną, po czym w 1992 został wiceprezesem Górnośląskiej Agencji Rozwoju Regionalnego. W latach 1997–2000 był wicewojewodą katowickim i I wicewojewodą śląskim (odwołano go po rozpadzie koalicji AWS-UW). Po odwołaniu objął stanowisko dyrektora w Regionalnej Izbie Przemysłowo-Handlowej w Gliwicach.
W latach 1991–1994 należał do Kongresu Liberalno-Demokratycznego, następnie do 2001 do Unii Wolności. W 2001 przeszedł do Platformy Obywatelskiej. Z listy PO uzyskiwał mandat poselski w wyborach w 2001 i 2005 w okręgu gliwickim. W 2004 z ramienia parlamentu pełnił mandat posła do Parlamentu Europejskiego. W V kadencji krótko był przewodniczącym Komisji do Spraw Unii Europejskiej. W wyborach parlamentarnych w 2007 po raz trzeci został posłem, otrzymując 33 766 głosów. W 2011 z powodzeniem ubiegał się o reelekcję, dostał 11 746 głosów. Nie kandydował w kolejnych wyborach w 2015.

## Odznaczenia
W 2012 został odznaczony Krzyżem Wolności i Solidarności. W 2001 otrzymał Złoty Krzyż Zasługi.